# Euoestrophasia guatemalensis
Euoestrophasia guatemalensis är en tvåvingeart som beskrevs av Guimaraes 1975. Euoestrophasia guatemalensis ingår i släktet Euoestrophasia och familjen parasitflugor.
Artens utbredningsområde är Guatemala. Inga underarter finns listade i Catalogue of Life.